# Eustrangalis
Eustrangalis is een kevergeslacht uit de familie van de boktorren (Cerambycidae). De wetenschappelijke naam van het geslacht werd voor het eerst geldig gepubliceerd in 1884 door Bates.

## Soorten
Eustrangalis omvat de volgende soorten:
- Eustrangalis aeneipennis (Fairmaire, 1889)
- Eustrangalis anticereducta Hayashi, 1958
- Eustrangalis distenioides Bates, 1884
- Eustrangalis latericollis Wang & Chiang, 1994
- Eustrangalis masatakai Ohbayashi N., 2003
- Eustrangalis viridipennis Gressitt, 1935